# Earlsboro (Oklahoma)
Earlsboro es un pueblo ubicado en el condado de Pottawatomie en el estado estadounidense de Oklahoma. En el año 2010 tenía una población de 628 habitantes y una densidad poblacional de 26,28 personas por km².

## Geografía
Earlsboro se encuentra ubicado en las coordenadas 35°17′49″N 96°47′54″O / 35.29694, -96.79833 (35.296927, -96.798305).

## Demografía
Según la Oficina del Censo en 2000 los ingresos medios por hogar en la localidad eran de $28,214 y los ingresos medios por familia eran $32,396. Los hombres tenían unos ingresos medios de $30,956 frente a los $15,865 para las mujeres. La renta per cápita para la localidad era de $12,488. Alrededor del 12.6% de la población estaban por debajo del umbral de pobreza.